# Zea (plant)
Zea is een geslacht uit de grassenfamilie (Poaceae). Het geslacht telt vijf soorten die voorkomen in Centraal-Amerika, van Mexico tot in Nicaragua. Een bekende soort uit dit geslacht is maïs.

## Soorten
- Zea diploperennis Iltis, Doebley & R.Guzmán
- Zea luxurians (Durieu & Asch.) R.M.Bird
- Zea mays L. - Maïs
- Zea nicaraguensis Iltis & B.F.Benz
- Zea perennis (Hitchc.) Reeves & Mangelsd.